# 재즈 펑크
재즈 펑크(Jazz-funk)는 재즈의 대중 음악 스타일의 일종이다. 재즈에 펑크, 솔, R&B 등의 요소가 혼합되어 즉흥 연주 (잼)가 포함될 수 있다.

## 같이 보기
- 솔 재즈
- 애시드 재즈
- 재즈 퓨전